# Ann Rule
Ann Rule (nacida Stackhouse; 22 de octubre de 1931-26 de julio de 2015) fue una escritora estadounidense quien saltó a la fama con su libro de no ficción de crimen The Stranger Beside Me, en el que Rule relata la vida del asesino en serie estadounidense Ted Bundy, quien a su vez, era compañero de trabajo de Rule.